# اچ‌ام‌اس ای۱۰
اچ‌ام‌اس ای۱۰ (به انگلیسی: HMS A10) یک زیردریایی بود که طول آن ۱۰۵٫۲۵ فوت (۳۲٫۰۸ متر) بود. این زیردریایی در سال ۱۹۰۵ ساخته شد.